# Кирков дик-дик
Кирков дик-дик (лат. Madoqua kirkii) је врста сисара из реда папкара (Artiodactyla) и породице шупљорожаца (Bovidae). 

## Угроженост
Ова врста није угрожена, и наведена је као последња брига јер има широко распрострањење.

## Распрострањење
Врста је присутна у Анголи, Кенији, Намибији, Сомалији и Танзанији.

## Популациони тренд
Популација ове врсте је стабилна, судећи по доступним подацима.

## Станиште
Кирков дик-дик има станиште на копну.